# Onufry Kicki
Onufry Kicki herbu Gozdawa (ur. 1750, zm. 10 kwietnia 1818 w Warszawie) – polski szambelan, koniuszy wielki koronny.
Był synem Antoniego, młodszym bratem biskupa lwowskiego Kajetana Ignacego. W 1771 znalazł się na dworze króla Stanisława Augusta Poniatowskiego, gdzie szybko zaczął wspinać się po szczeblach kariery, pełniąc wiele funkcji. W latach 1771–1775 był wojskim ciechanowskim. Był posłem na sejm ziemi zakroczymskiej i lubelskiej, komisarzem Komisji Ekonomicznej Skarbu, Marszałkiem Trybunału Lubelskiego, a później od 1788 Marszałkiem Trybunału Koronnego. W 1785 odznaczony został orderem Świętego Stanisława, a 6 sierpnia 1789 orderem Orła Białego.
9 marca 1780 ożenił się w Warszawie z Józefą Martyną Rozalią Szydłowską, córką wojewody płockiego Teodora, siostrą Elżbiety Grabowskiej. W posagu wniosła mu majątek Udrycze. Z tego małżeństwa na świat przyszły trzy córki: Teresa, Ewa, żona Antoniego Sułkowskiego oraz Józefa żona Piotr Bispinga. Jako ostatnie czwarte dziecko przyszedł na świat syn Ludwik Kicki.
Onufry brał udział w posiedzeniach Sejmu Wielkiego, który uchwalił Konstytucję 3 Maja. Po upadku powstania kościuszkowskiego i trzecim rozbiorze Polski towarzyszył wraz ze Stanisławem Trembeckim królowi, który został wywieziony przez Rosjan do Grodna. Król, opuszczając Warszawę, pozostawił długi i ich uregulowanie powierzył Onufremu, jako ostatniemu plenipotentowi i likwidatorowi spraw królewskich. Ten świadom braku środków w skarbcu królewskim, zadłużając swój majątek, pokrył wszystkie długi królewskie z własnych zasobów. Po śmierci króla Onufry w 1808 otrzymał za długi królewskie w rozliczeniu od Józefa Poniatowskiego Belweder. Posiadał starostwo ryckie, Jaszczów i Mełgiew. Po utworzeniu Królestwa Kongresowego został jednym z jego senatorów.